# Asellus Borealis
Asellus Borealis (Gamma del Cranc / γ Cancri) és un estel en la constel·lació del Cranc de magnitud aparent +4,67. L'origen del nom es relaciona amb el cúmul del Pessebre (M44), que es troba flanquejat per dos ases a l'est —Asellus significa «ase» en llatí—; Asellus Borealis és el que es troba més al nord, mentre que Asellus Australis (δ Cancri) és el més meridional.
Situada a 158 anys llum del Sistema Solar, Asellus Borealis apareix catalogada com una subgegant blanca de tipus espectral A1IV. Amb una temperatura superficial de 9400 K —estimada a partir del seu tipus espectral—, brilla amb una lluminositat equivalent a 29 sols, sent el seu radi el doble del radi solar. A partir d'aquests paràmetres es pot avaluar la seva massa, 2,3 vegades major que la del Sol, i indiquen que més que una subgegant és un estel blanc de la seqüència principal de 780 milions d'anys. La seva velocitat de rotació projectada, 79 km/s, comporta un període de rotació igual o inferior a 1,3 dies; la mescla de gasos a causa de la ràpida rotació comporta una composició química normal, excloent-la del grup dels estels peculiars.
Asellus Borealis té dues companyes visuals a 1 i 2 minuts d'arc respectivament. La segona d'elles, denominada Gamma Cancri B, és un estel binari. No obstant això, cap d'elles està gravitacionalmente unida a Asellus Borealis, simplement es troben en la mateixa línia de visió que aquesta.